# Stenocarsia sthenoptera
Stenocarsia sthenoptera är en fjärilsart som beskrevs av Swinhoe 1895. Stenocarsia sthenoptera ingår i släktet Stenocarsia och familjen nattflyn. Inga underarter finns listade i Catalogue of Life.